# Трепольское сельское поселение
Трепольское сельское поселение — муниципальное образование в Михайловском районе Рязанской области.
Глава муниципального образования: Сошкина Наталья Анатольевна (Дата избрания — 01.03.2009).

## Население
| 2010 | 2012  | 2013  | 2014  | 2015 | 2016 | 2017 |
| ---- | ----- | ----- | ----- | ---- | ---- | ---- |
| 1064 | ↘1054 | ↗1061 | ↘1024 | ↘992 | ↘968 | ↘941 |
| 2018 | 2019  | 2020  | 2021  |      |      |      |
| ↘931 | ↘917  | ↘905  | ↘885  |      |      |      |

## Административное устройство
Границы сельского поселения определяются законом Рязанской области от 07.10.2004 N 86-ОЗ.
| №  | Населённый пункт                                      | Тип населённого пункта          | Население |
| -- | ----------------------------------------------------- | ------------------------------- | --------- |
| 1  | Бекленевка                                            | деревня                         | ↘20       |
| 2  | Глинки                                                | деревня                         | ↘6        |
| 3  | Донцы                                                 | деревня                         | 0         |
| 4  | Дугинка 1-я                                           | деревня                         | ↘2        |
| 5  | Дугинка II                                            | деревня                         | ↘7        |
| 6  | Дугинка III                                           | деревня                         | 1         |
| 7  | Заболотье                                             | деревня                         | ↘14       |
| 8  | Зенино                                                | деревня                         | 0         |
| 9  | Карандеевка                                           | деревня                         | ↘11       |
| 10 | Кукуй                                                 | деревня                         | ↘27       |
| 11 | Лесищи                                                | деревня                         | 0         |
| 12 | Малое Треполье                                        | деревня                         | 16        |
| 13 | Машково                                               | село                            | ↗25       |
| 14 | Ново-Николаевка                                       | деревня                         | 7         |
| 15 | Полыновка                                             | деревня                         | 3         |
| 16 | Посёлок отделения «Новопанское» совхоза «Трепольский» | посёлок                         | 22        |
| 17 | Посёлок Центрального отделения совхоза «Фрунзенский»  | посёлок                         | 392       |
| 18 | Степановка                                            | деревня                         | 61        |
| 19 | Тимофеевка                                            | деревня                         | ↘0        |
| 20 | Трепольский                                           | посёлок, административный центр | ↘450      |